# Plasmopara pusilla
Plasmopara pusilla (de Bary) J. Schröt. – gatunek grzybopodobnych lęgniowców z rodziny wroślikowatych. Grzyb mikroskopijny, pasożyt roślin z rodzaju bodziszek (Geranium). U porażonych roślin wywołuje chorobę zwaną mączniakiem rzekomym. 

## Systematyka i nazewnictwo
Pozycja w klasyfikacji według Index Fungorum: Plasmopara, Peronosporaceae, Peronosporales, Peronosporidae, Peronosporea, Incertae sedis, Oomycota, Chromista.
Po raz pierwszy zdiagnozował go w 1863 r. de Bary nadając mu nazwę Peronospora pusilla. Obecną, uznaną przez Index Fungorum nazwę nadał mu J. Schröter w 1886 r.

## Charakterystyka
Endobiont, rozwijający się wewnątrz tkanek roślin.  Tworzy pomiędzy ich komórkami strzępki z niewielkimi ssawkami pobierające potrzebne mu składniki. Ze strzępek tych wyrastają słabo rozgałęzione sporangiofory. Na ich szczycie znajdują się bezbarwne, mniej więcej okrągłe zarodnie pływkowe z dobrze wykształconymi brodawkami. Przez brodawki te wydostają się zoospory. Lęgnie  zbudowane z wielu bezbarwnych warstw. Powstają w nich żółtawe oospory.
Na górnej powierzchni porażonych liści  powstają brązowe, kanciaste, ograniczone nerwami plamy, na dolnej natomiast biały, bardzo cienki nalot sporangioforów o wysokości do 140 μm.

## Występowanie
Znane jest występowanie Plasmopara pusilla w Europie i na Nowej Zelandii. W Europie jest szeroko rozprzestrzeniony. 
W Polsce opisano jego występowanie na następujących gatunkach: bodziszek kosmaty (Geranium molle), bodziszek błotny (Geranium palustre), bodziszek okrągłolistny (Geranium rotundifolium), bodziszek leśny (Geranium sylvaticum).  W zagranicznych źródłach podano występowanie Plasmopara pusilla także na bodziszku pirenejskim (Geranium pyrenaica). W Polsce jest częsty, na bodziszku łąkowym występuje powszechnie.

## Gatunki podobne
Na bodziszku kosmatym (Geranium molle) występuje jeszcze inny gatunek lęgniowca – Plasmopara geranii. Odróżnienie go od Plasmopara pusilla możliwe jest tylko przez obserwacje mikroskopowe.